# Plasticina

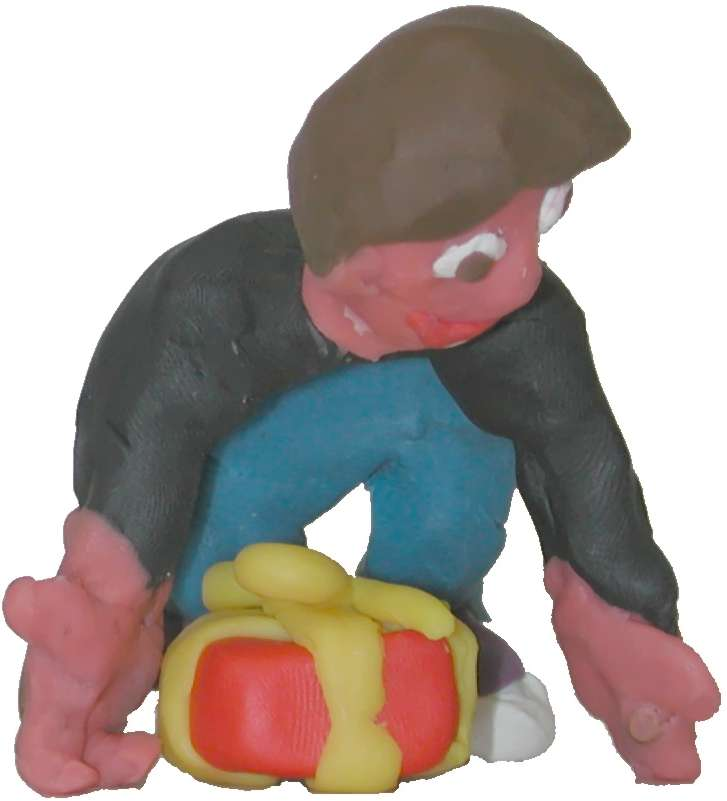
Boneco feito de plasticina

A plasticina (português europeu) ou massa de modelar (português brasileiro) é um material moldável, plástico, que existe em várias cores sendo muito utilizada em educação infantil
e na confecção de personagens e cenários de animações, conhecidos como "stop motion", como em Wallace & Gromit: A Batalha dos Vegetais e A Fuga das Galinhas.